# Mercedes-Benz 250 GD Wolf
Mercedes-Benz G Wolf – samochód osobowo-terenowy produkcji niemieckiej.

## Historia
Koncern motoryzacyjny Daimler-Benz rozpoczął w 1972 roku prace nad programem budowy samochodu osobowego a rok później powstały podstawy koncepcji wozu Mercedes-Benz G (Gelände – terenowy) zgodne z założeniami służb zaopatrzenia Bundeswehry. W latach 1974–1975 podejmowano próby z różnymi prototypami, różniącymi się między sobą rozstawem osi i zastosowanym do ich napędu silnikiem benzynowym. Jednak Bundeswehra zdecydowała się w 1976 - głównie ze względu na koszty - na wprowadzenie jako nowego osobowego wozu terenowego Volkswagen Iltis. W tej sytuacji Daimler-Benz postanowił, że samochody Mercedes-Benz G zostaną skierowane również na rynek cywilny. W 1980 roku ruszyła ich produkcja w austriackim Grazu, gdzie wraz z Steyr-Daimler-Puch została założona spółka GFG (Geländewagenfahrzeug Gesellschaft).

## Budowa
Podział pracy obu uczestniczących w produkcji kooperantów był bardzo wyraźny, przy czym Mercedes-Benz dostarczał silniki, przekładnie i osie, a Steyr-Daimler-Puch kompletne podwozia i karoserie. W dystrybucji również istniało ścisłe porozumienie i tak austriacki partner rozprowadzać miał te pojazdy w Austrii, Szwajcarii, Jugosławii oraz w krajach RWPG, a niemiecki partner w pozostałych krajach. Wspólna produkcja objęła pojazd opracowany w ramach programu budowy samochodu osobowego dla wojska opracowanego przez Mercedes-Benz którego konstrukcja opierała się na stabilnej ramie z rozstawem osi 240 lub 285 cm - później także 340 cm - na której z przodu zamontowany został czterocylindrowy silnik benzynowy M115 o mocy 66 kW (230 G) lub też czterocylindrowy silnik Diesla OM 616 o mocy 53 kW (240 GD). Oba silniki przekazywały moc poprzez pięciobiegową skrzynie biegów na wszystkie koła, z możliwością blokady mechanizmów różnicowych w trakcie jazdy w trudnym terenie. Karoseria w miejscach połączenia z ramą osadzona była na gumowych elementach w celu wyeliminowania niekorzystnych drgań.

## Służba
Wojskowa wersja Mercedes-Benz G-Klasse został wprowadzony w 1982 roku najpierw we Francji jako następca popularnego tam samochodu wojskowego Hotchkiss M201, gdzie produkowany był na licencji pod oznaczeniem Peugeot P4 w wersjach z silnikami samochodów osobowych Peugeot 504, 505 oraz 604. Partner z NATO, Grecja również podjęła produkcję licencyjną pod oznaczeniem Puch 240 GD. Inni sprzymierzeńcy jak Norwegia oraz Dania wprowadzili samochody Mercedes-Benz G na wyposażenie swoich sił zbrojnych w połowie lat osiemdziesiątych. Bundeswehra pojazdy te zaczęła nabywać dopiero od 1989 roku w wersji 250 GD, które zostały oznaczone Lkw 0,6 t gl Wolf w miejsce dotychczas używanych VW Iltis. GD Wolf otrzymał nowy 5-cylindrowy silnik Diesla OM 602 w pojemności 2,5 litra, zdejmowany składany dach, został również odpowiednio dostosowany do potrzeb Bundeswehry (może przenosić również przeciwpancerne pociski kierowane MILAN oraz TOW). Pojazdy te znajdują się jeszcze w produkcji, a Bundeswehra do tej pory otrzymała ponad 12 000 sztuk. Do tego należy doliczyć 12 000 pojazdów, które dostarczono wcześniej do NATO, jak również 15 000 samochodów wyprodukowanych przez Peugeot i ponad 10 000 wozów z logo Puch na chłodnicy silnika zamiast gwiazdy Mercedesa.

## Użytkownicy
- Argentyna
- Austria (jako Puch G)
- Bułgaria (270 CDi oraz 280 CDi)
- Niemcy
- Dania
- Estonia
- Finlandia
- Francja (Peugeot P4 produkowany na licencji)
- Grecja (ELBO produkowany na licencji)
- Holandia
- Kanada (pod tymczasową nazwą G Wagon)
- Luksemburg (Seria W460, Model 300 GD)
- Malezja (GD 290)
- Norwegia
- Portugalia
- Szwajcaria (jako Puch G)
- Stany Zjednoczone (62 MB 290 GD 1.5 t jako Interim Fast Attack Vehicle (IFAV), będący na wyposażeniu United States Marine Corps)
- Urugwaj
- Polska